# Pycnoscelus janetscheki
Pycnoscelus janetscheki är en kackerlacksart som beskrevs av Bei-Bienko 1968. Pycnoscelus janetscheki ingår i släktet Pycnoscelus och familjen jättekackerlackor.
Artens utbredningsområde är Nepal. Inga underarter finns listade i Catalogue of Life.